# 季晓磊
季晓磊（1965年12月—），男，汉族，安徽阜南人，中共党员。人民日报高级编辑，三级职员，现任证券时报社社长。

## 生平
1985年毕业于安徽师范大学中文系。1988年毕业于中国社会科学院研究生院新闻系，获法学硕士学位，同年进入人民日报社工作。历任人民日报记者、编辑、主任编辑、高级编辑。2001年3月，任人民日报海外版总编室副主任。2004年创办《中国经济周刊》杂志并担任总编辑。2020年12月，任证券时报社党委书记、社长兼总编辑，深圳证券时报社有限公司董事长、法定代表人。